# دنيس درو
دنيس درو (بالإنجليزية: Dennis Drew)‏ هو كاتب أغاني أمريكي، ولد في 8 أغسطس 1957 في جيمستاون في الولايات المتحدة.

## وصلات خارجية
- دنيس درو على موقع IMDb (الإنجليزية)
- دنيس درو على موقع ميوزك برينز (الإنجليزية)
- دنيس درو على موقع أول ميوزيك (الإنجليزية)
- دنيس درو على موقع ديسكوغز (الإنجليزية)